# Percival Davson
Percival May Davson (30. september 1877 – 5. december 1959) var en britisk tennisspiller og fægter.
Han deltog i fægtning i de olympiske lege i Stockholm i 1912, hvor han var med på det britiske hold som kom på andenpladsen og derfor vandt sølvmedaljer i holdkonkurrencen i kårde efter Belgien.
I 1919 var han med på det britiske Davis Cup-hold i tennis.